# شایوهیدوگ
شایوهیدوگ (به مجاری:  Sajóhídvég) یک منطقهٔ مسکونی در مجارستان است که در ناحیه میشکولتس واقع شده‌است.